# Tim Farriss
Timothy Williams Farriss (Perth, 16 de agosto de 1957) es un guitarrista australiano, miembro del grupo musical INXS.

## Biografía

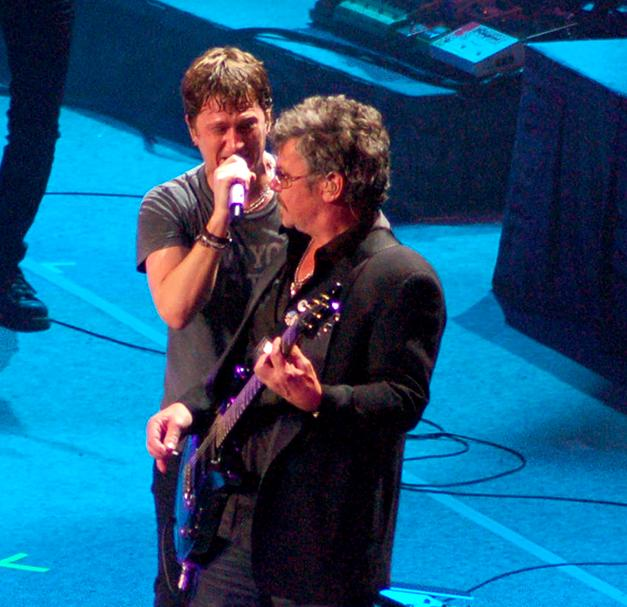
Tim Farriss (derecha) con Rob Thomas

El mayor de cuatro hermanos, estudió en la Forest High School en Sídney, donde se hizo amigo de Kirk Pengilly. Los dos formaron el grupo "Guinness"  base del futuro grupo INXS, con Tim en la guitarra y Kirk también en la guitarra y en el saxofón, asistido por uno de los dos hermanos de Tim, Andrew.
Debido a un crecimiento anormal de los huesos de sus piernas debido a una enfermedad hereditaria, Tim se tuvo que operar. Para compensar la falta de Andrew se llamó a Garry Gary Beers (bajo) y Michael Hutchence. Poco después el segundo hermano de Tim, Jon.

## Proyectos en solitario
Farriss grabó el CD Deep Inside en 1996, que incluye más de 1000 muestras de varios instrumentos.
También hizo un vídeo de pesca, Fish in Space, en 1989, cuyo nombre surge como referencia humorística a la película de su compañero de banda Michael Hutchence, Dogs in Space.
Farriss escribió e interpretó la canción "Any Day But Sunday" en la banda sonora de la película de 1984 No Small Affair, protagonizada por Demi Moore y Jon Cryer.
También tiene su propio estudio, 'Montana', en el que él y su ingeniero de sonido trabajan con muchos artistas australianos emergentes.